# Фероз Ганди
Фероз Ганди е индийски политик и журналист. Съпруг на Индира Ганди, бивш премиер-министър на Индия и дъщеря на Джавахарлал Неру, първата жена премиер на Индия.
Баща на Раджив Ганди – премиер-министър на Индия.
1. ↑  books.google.co.in